# Loxaspilates formosana
Loxaspilates formosana là một loài bướm đêm trong họ Geometridae.